# Byrsonima arctostaphyloides
Byrsonima arctostaphyloides là một loài thực vật có hoa trong họ Malpighiaceae. Loài này được Nied. mô tả khoa học đầu tiên năm 1901.